# کوینگتن
کوینگتن (به انگلیسی: Kevington) یک منطقهٔ مسکونی در استرالیا است که در ویکتوریا (استرالیا) واقع شده‌است.